# James McConnell
Pour les articles homonymes, voir McConnell.
James Frederick Parry McConnell est un médecin britannique originaire d’Inde, né le 13 janvier 1848 à Âgrâ et mort le 24 août 1895 à Calcutta.
Il est le fils d’un écossais, James F. McConnell. Il étudie la médecine à l’université d'Aberdeen et au St. George’s Hospital. Il obtient son bachelor of medicine puis son master of surgery avec honneur en 1869. Il devient membre du Royal College of Surgeons avant d’être élu en 1888 membre du Royal College of Physicians.
En 1870, il rejoint le service de médecine du Bengale où il sert jusqu’à la fin de sa vie. Il atteint le rang de lieutenant-colonel. Son premier poste est celui de chirurgien au Calcutta Medical College avant devenir professeur de pathologie et médecin dans cette même institution.
Il découvre plusieurs vers infestant l’être humain comme Clonorchis sinensis ou Gastrodiscoides hominis.

## Source
- David I. Grove (2000). A History of Human Helminthology. Red-c2.com.  (ISBN 1-876809-08-6).